# كيتي كارليسلي
كيتي كارليسلي (بالإنجليزية: Kitty Carlisle Hart)‏ هي موسيقية ومغنية أوبرا ونجمة اجتماعية ومغنية وممثلة أمريكية، ولدت في 3 سبتمبر 1910 بنيو أورلينز في الولايات المتحدة، وتوفيت في 17 أبريل 2007 بنيويورك في الولايات المتحدة بسبب قصور القلب. من الجوائز التي نالتها الميدالية الوطنية للفنون.

## أعمال

### أفلام
- (1993) الدرجات الست للانفصال
- (2002) أمسكني لو استطعت[7]

## جوائز
- الميدالية الوطنية للفنون

## وصلات خارجية
- كيتي كارليسلي على موقع IMDb (الإنجليزية)
- كيتي كارليسلي على موقع ألو سيني (الفرنسية)
- كيتي كارليسلي على موقع ميوزك برينز (الإنجليزية)
- كيتي كارليسلي على موقع تيرنر كلاسيك موفيز (الإنجليزية)
- كيتي كارليسلي على موقع أول موفي (الإنجليزية)
- كيتي كارليسلي على موقع قاعدة بيانات برودواي على الإنترنت (الإنجليزية)
- كيتي كارليسلي على موقع قاعدة بيانات الأفلام السويدية (السويدية)
- كيتي كارليسلي على موقع إن إن دي بي (الإنجليزية)
- كيتي كارليسلي على موقع ديسكوغز (الإنجليزية)
- كيتي كارليسلي على موقع قاعدة بيانات الفيلم (الإنجليزية)